# اویشیدا
اویشیدا (به لاتین: Ōishida) یک منطقهٔ مسکونی در ژاپن است که در استان یاماگاتا واقع شده‌است. اویشیدا ۷۹٫۵۴ کیلومترمربع مساحت و ۷٬۳۳۸ نفر جمعیت دارد.